# Дејвид Кох
Дејвид Хамилтон Кох (енгл. David Hamilton Koch, /koʊk/; Вичита, 3. мај 1940 — Саутхемптон, 23. август 2019) био је амерички бизнисмен, филантроп, политички активиста и хемијски инжењер. Придружио се 1970. породичном бизнису Кох индустрија, другој највећој компанији у приватном власништву у САД. Постао је председник подружнице Кох инжењеринг  1979, а 1983. постао ковласник Кох индустрије са старијим братом Чарлсом Кохом. Радио је на функцији потпредседника до свог пензионисања 2018. Након пензионисања јуна 2018, Кох је стекао титулу директора емеритуса.
Био је либертаријанац. Био је либертаријански кандидат за потпредседника САД и помогао је у финансирању кампање. Основао је „Грађане за здраву економију” (енгл. Citizens for a Sound Economy). Донирао је политичким заговорничким групама и политичким кампањама, углавном највише републиканским. Прешао је у републиканску партију 1984; године 2012 потрошио је преко 100 милиона америчких долара на противљење реизбору председника Барака Обаме.
Јуна 2019, био је рангиран као 11. најбогатија особа на свету (делио је место са својим братом Чарлсом); имао је богатство од 50,5 милијарди америчких долара. Кох је допринео неколико хуманитарних организација, међу којима су и Линколн центар, Слоун Кетеринг, Њујоршка пресбитеријанска болница и Одељење за диносаурусе у Америчком музеју природњачке историје. Њујоршки државни театар у Линколн центру, дом Њујоршког градског балета, преименован је у Театар Дејвида Х. Коха 2008. након што је он поклонио 100 милиона америчких долара реновацији позоришта. Кох је био четврта најбогатија особа у САД 2012. и најбогатији Њујорчанин 2013.